# Hodonín (ort i Tjeckien, lat 49,50, long 16,41)
Hodonín är en ort i Tjeckien.   Den ligger i regionen Södra Mähren, i den östra delen av landet, 160 km öster om huvudstaden Prag. Hodonín ligger 502 meter över havet och antalet invånare är 142.
Terrängen runt Hodonín är kuperad söderut, men norrut är den platt. Runt Hodonín är det ganska glesbefolkat, med 31 invånare per kvadratkilometer. Närmaste större samhälle är Boskovice, 18,1 km öster om Hodonín. I omgivningarna runt Hodonín växer i huvudsak blandskog.